# Ristella
Ristella – rodzaj jaszczurek z podrodziny Ristellinae w rodzinie scynkowatych (Scincidae).

## Zasięg występowania
Rodzaj obejmuje gatunki występujące w Indiach.

## Charakterystyka
Jaszczurki z tego rodzaju prowadzą nadrzewny tryb życia i zwinnie poruszają się na gałęziach drzew. Wykazują wyjątkową u gadów umiejętność aktywnego wciągania i wyciągania pazurków, podobnie jak koty.

## Systematyka

### Etymologia
Ristella: J.E. Gray nie wyjaśnił etymologii nazwy rodzajowej, najprawdopodobniej nazwa bez znaczenia.

### Podział systematyczny
Do rodzaju należą następujące gatunki: 
- Ristella beddomii Boulenger, 1887
- Ristella guentheri Boulenger, 1887
- Ristella rurkii J.E. Gray, 1839
- Ristella travancorica (Beddome, 1870)